# Gerber Legendary Blades
Gerber Legendary Blades — американська компанія, виробник високоякісних ножів та мультитулів, зі штаб-квартирою у Тайгарді (Орегон). Компанія Гербер є підрозділом Fiskars Brands Inc, що належить фінській компанії Fiskars.

## Історія
В 1910 році, сім'я Гербер створила підприємство, яке займалося рекламою в Портленді, штат Орегон. Під час роботи в сімейному бізнесі, Джозеф Гербер відправив 24 комплекти кухонних ножів поштою до клієнтів. Ці ножі ручної роботи були дуже популярні, і невдовзі каталог роздрібної торгівлі Abercrombie & Fitch звернувся до Гербера з пропозицією надрукувати рекламу для його ножів в каталозі 1939 року. Гербер заснував Gerber Legendary Blades в тому ж році.
В 1966 році, компанія переїхала в нову штаб-квартиру поруч з 5-ю автомагістраллю Орегону, на місце де зараз знаходиться місто Тайгард.
Фінська Fiskars придбала компанію Гербера у 1987 році. Чад Вінсент був найнятий як головний виконавчий директор у липні 2001 року.
У 2003 році кількість співробітників компанії зростає до 300 осіб, а доходи до $100 млн на рік. Компанія стає другим провідним продавцем мультитулів у Сполучених Штатах.

## Галерея

Ножі та інструменти Gerber
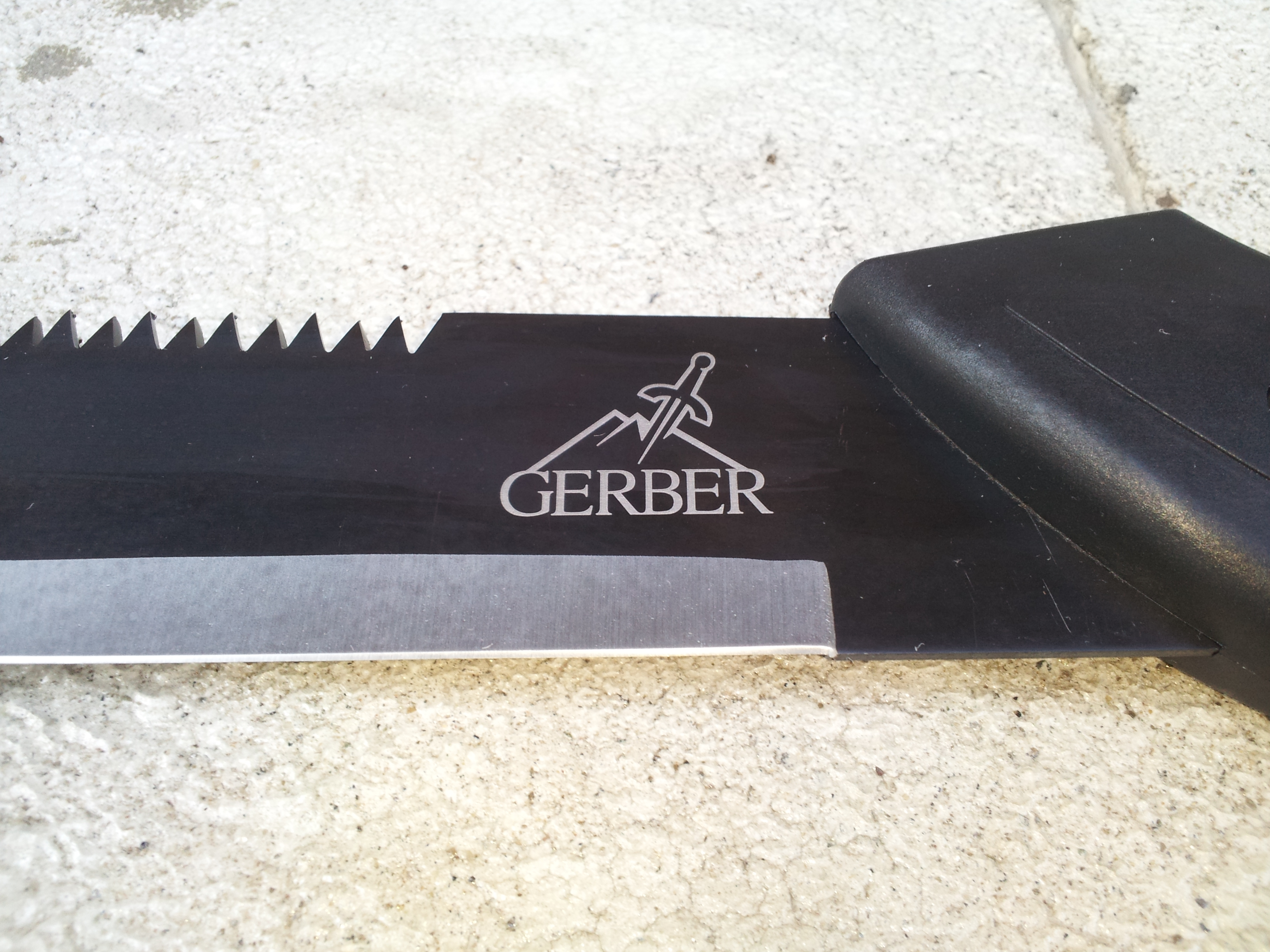
Логотип компанії на Gerber мачете/пила
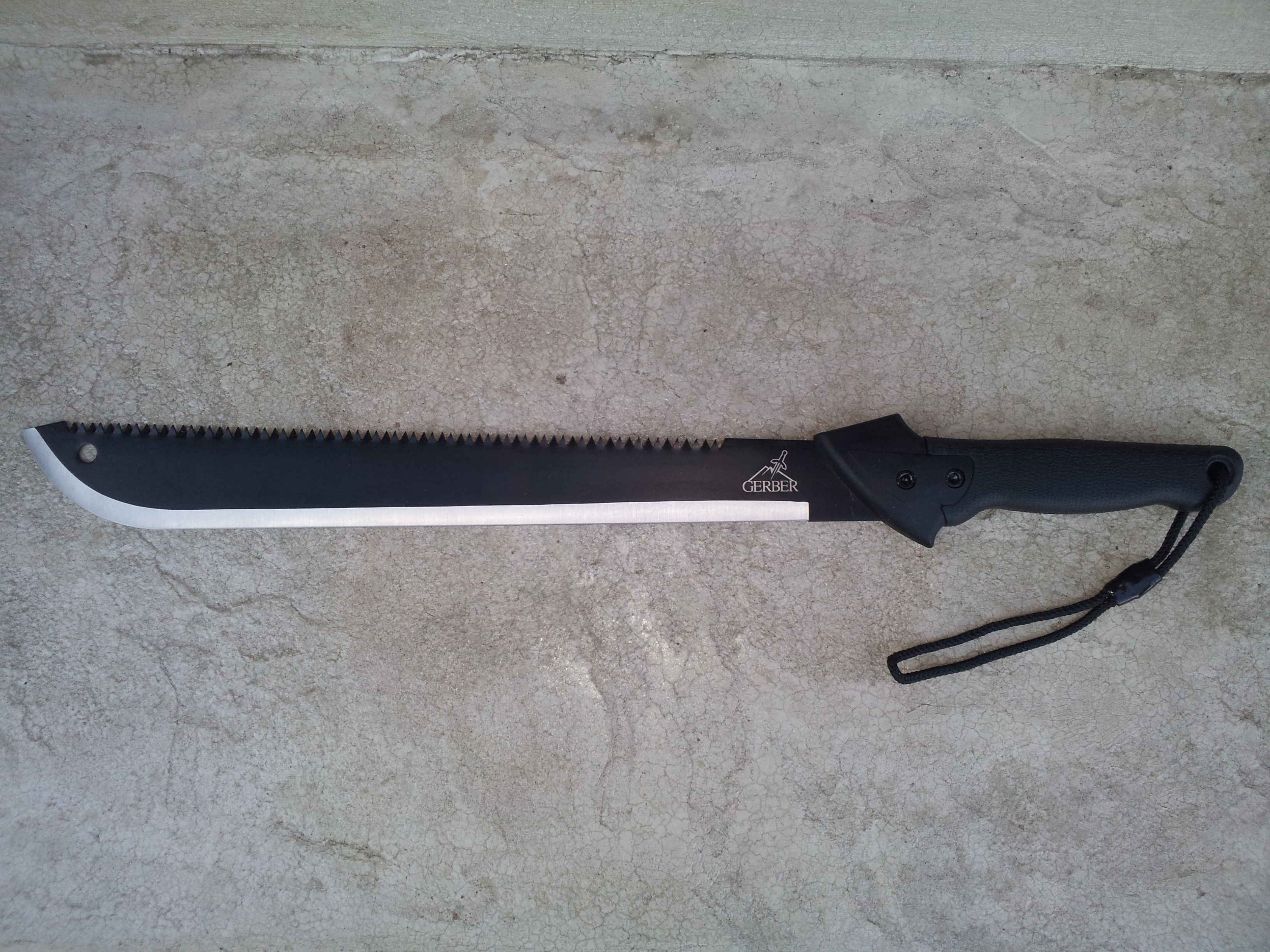
Gerber мачете/пила
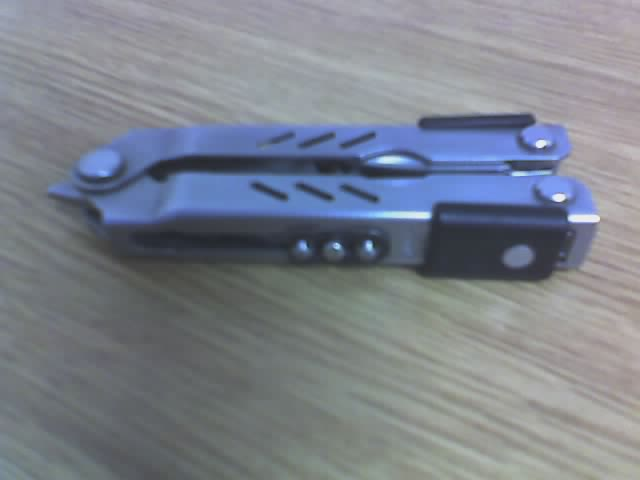
Gerber Compact Sport 400 мультитул (складений)
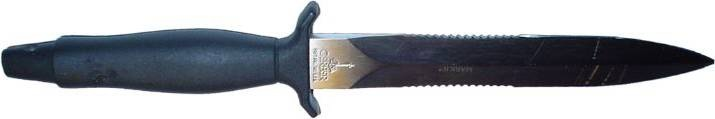
Gerber Mark II бойовий ніж
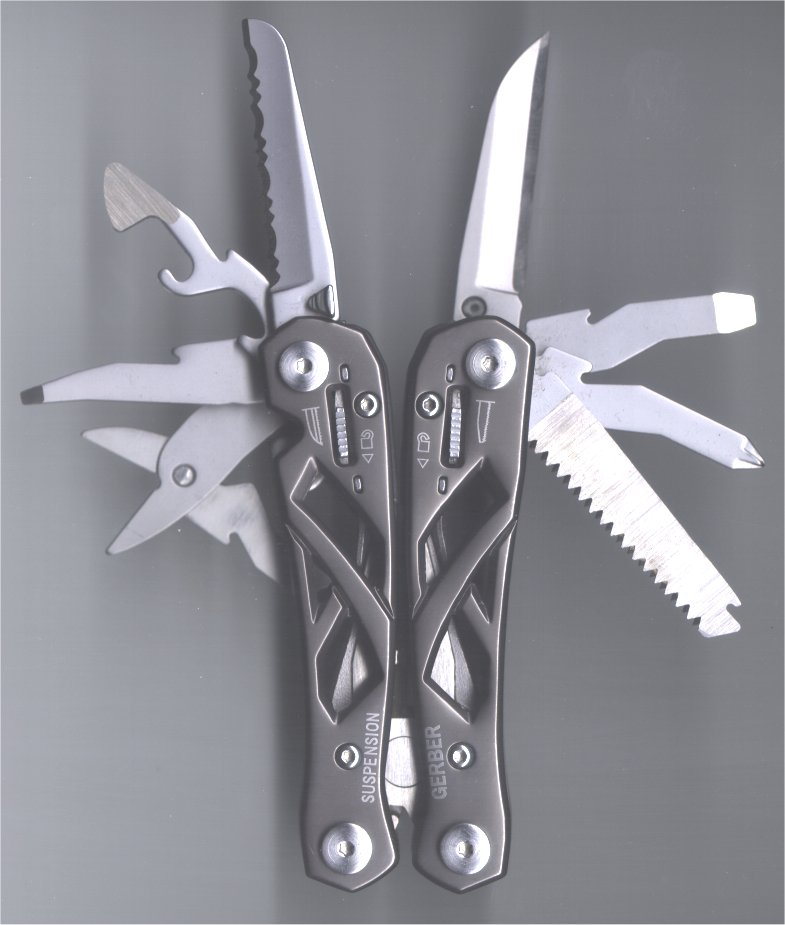
Gerber Suspension кишеньковий інструмент (розкладений)
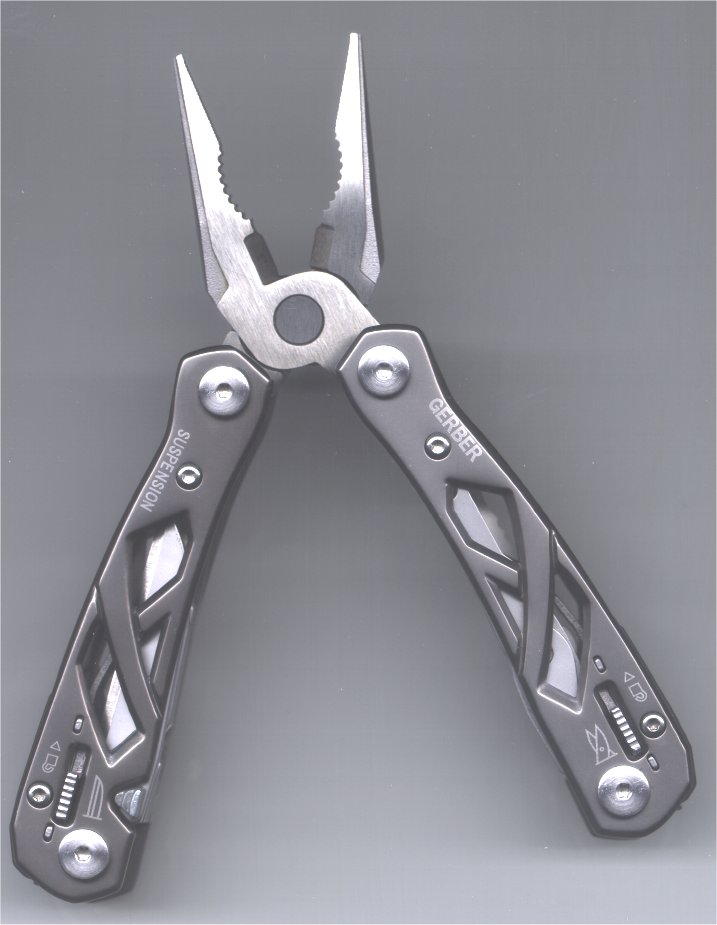
Gerber Suspension кишеньковий інструмент
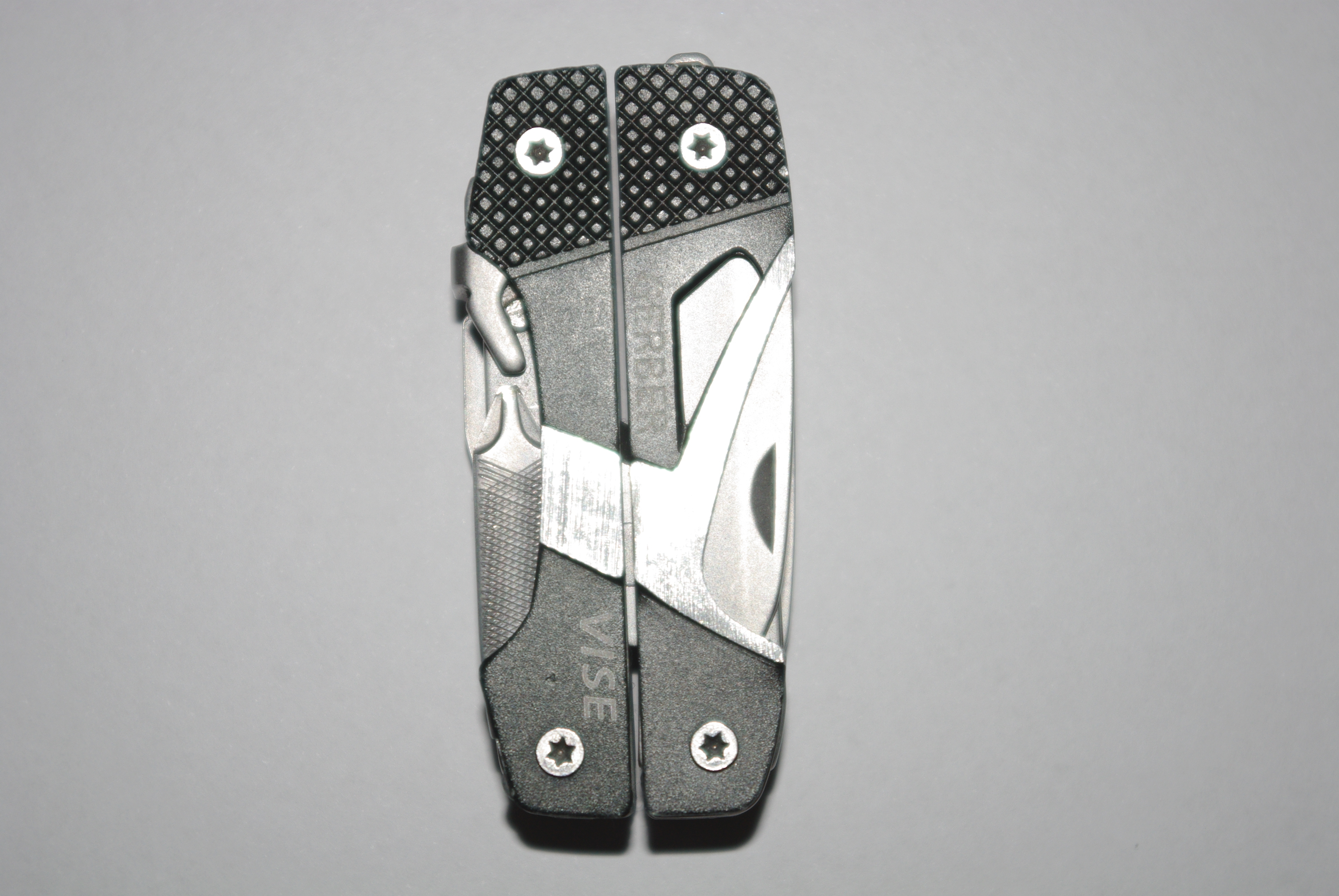
Gerber Vise брелок, розмір 60 мм коли складений
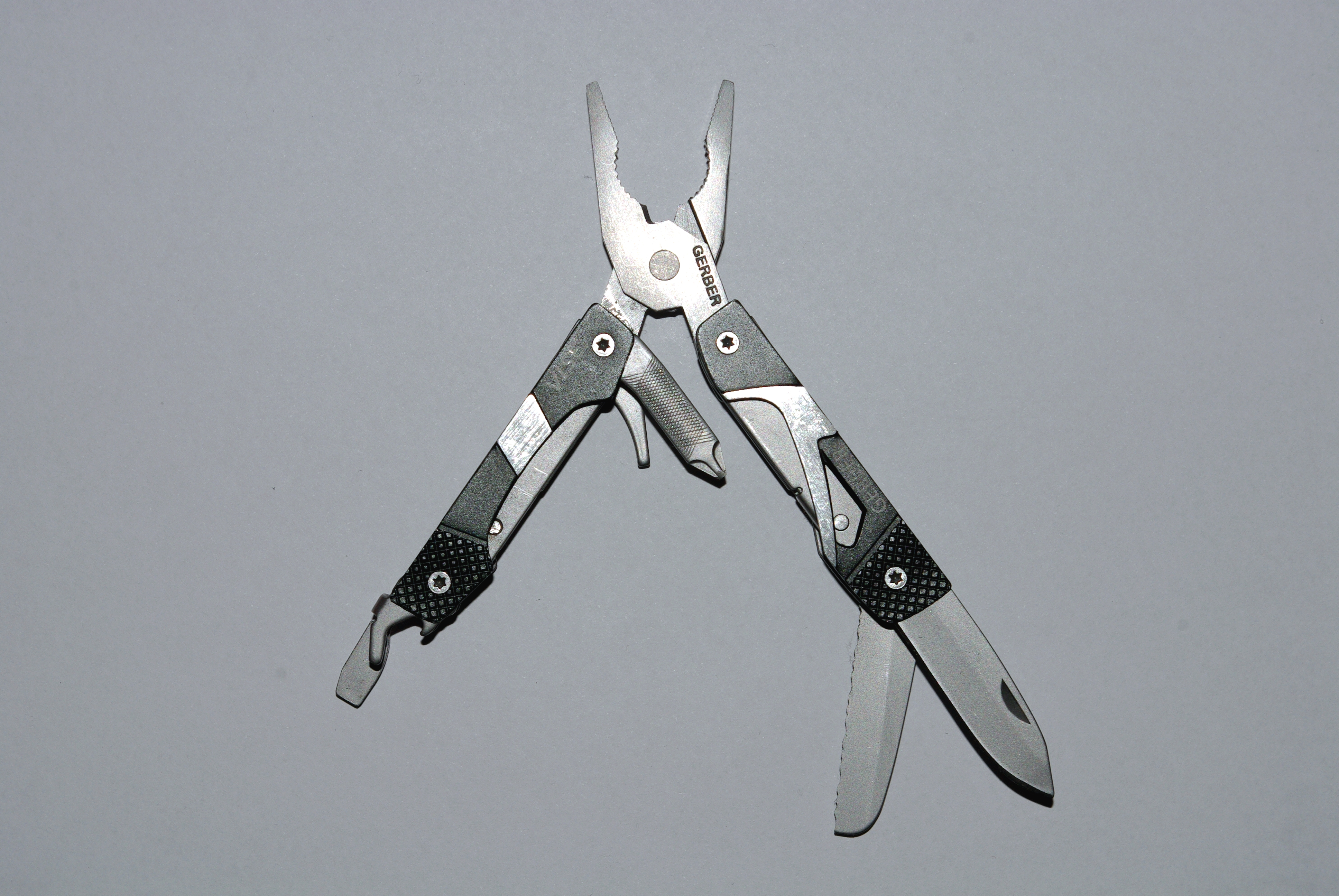
Gerber Vise (розкладений)
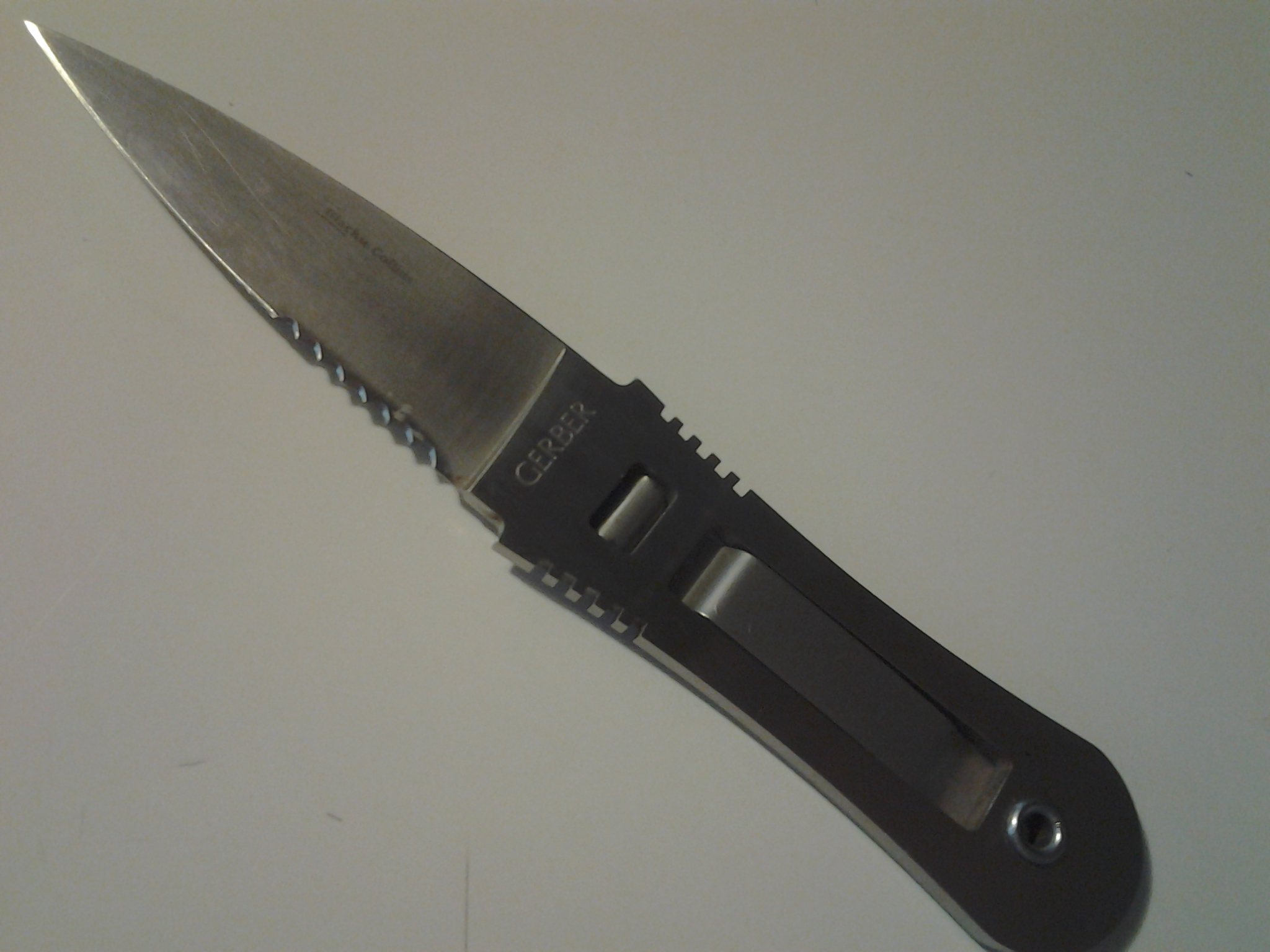
Gerber Blackie Collins One Piece, Fixed Blade CLip-Lock Diving Knife
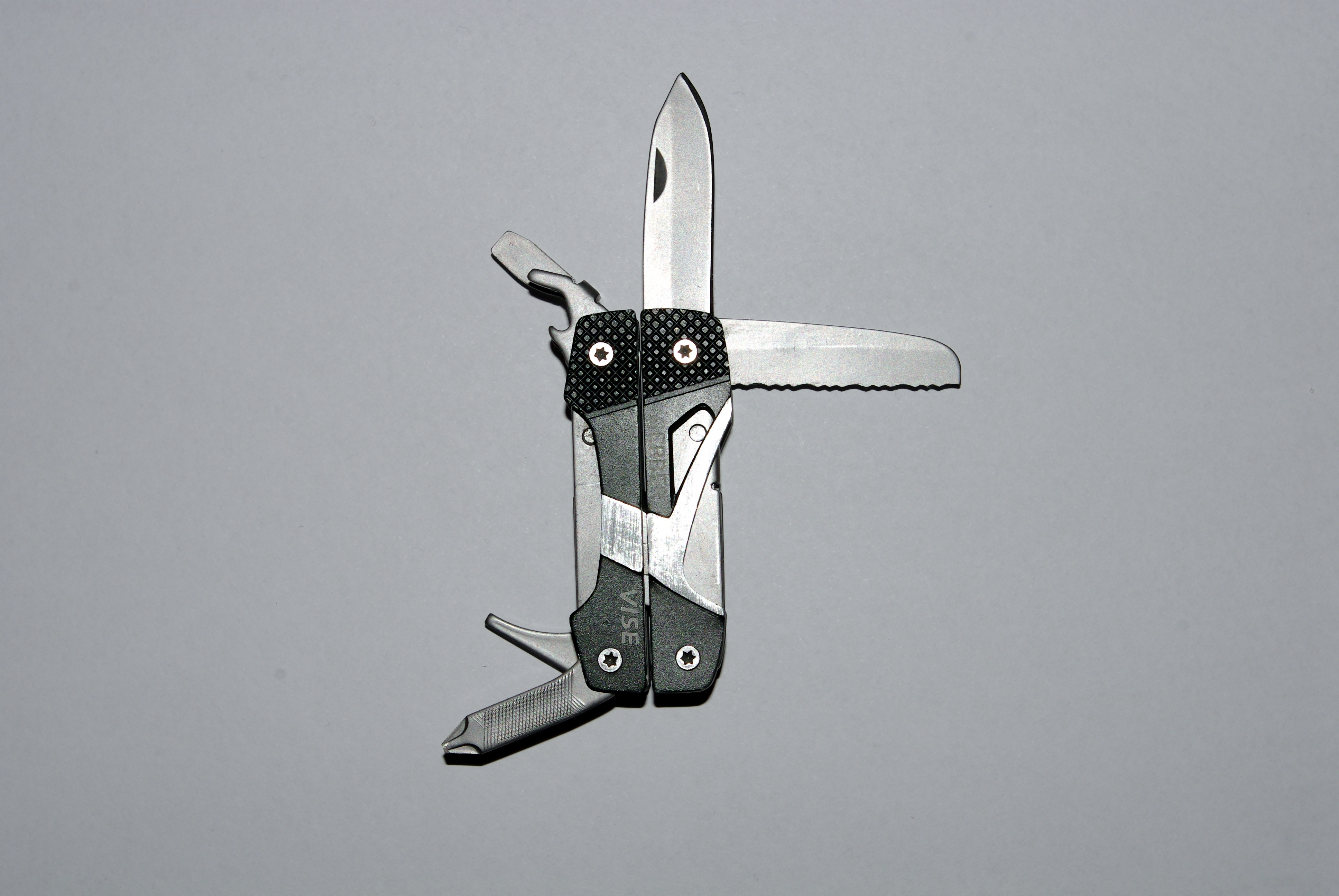
Gerber Vise (тільки бокові інструменти розкладені)
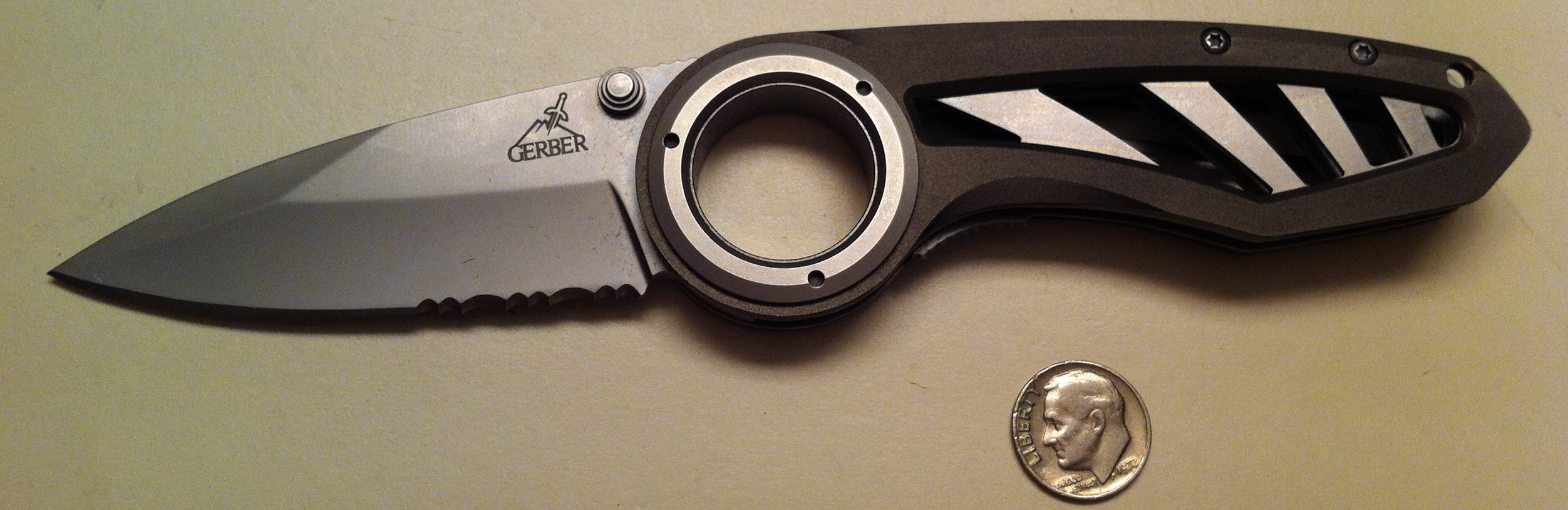
Gerber Remix
Gerber з швидким розкладанням
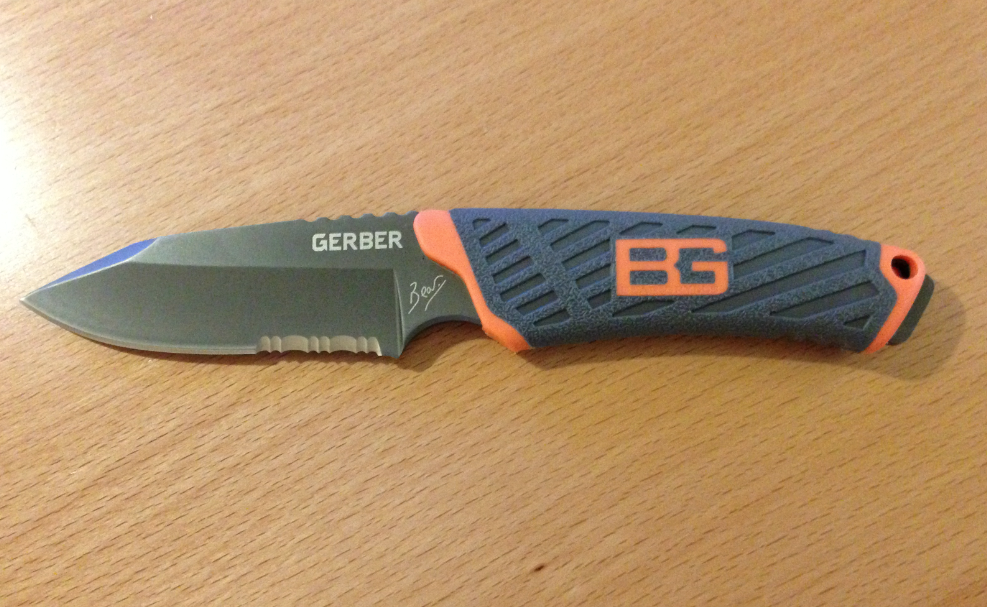
Бер Гріллз компактний ніж виживання
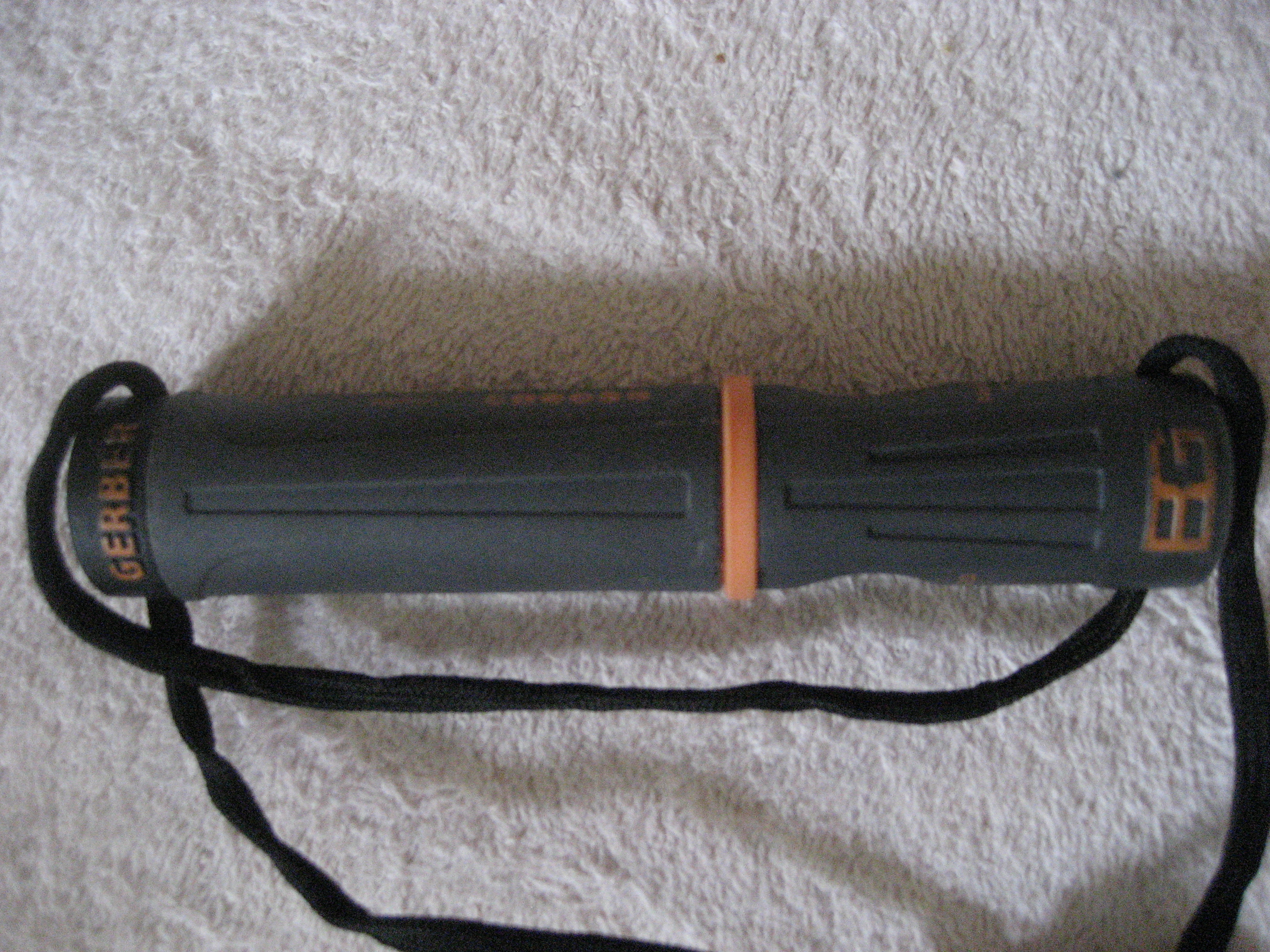
Бер Гріллз серія Gerber Firestarter